# Serra de São Mamede (Galiza)
A serra de São Mamede (em galego Serra de San Mamede; em castelhano Sierra de San Mamed) é uma cadeia montanhosa situada na Galiza, no nordeste de Espanha. 
Constitui, em conjunto com a serra da Queixa, a serra do Fial das Corças e os montes do Invernadeiro, o espaço natural galego de alta montanha mais completo, ou grande maciço ourensano. Estende-se pelo território dos municípios de Montederramo (a norte e a leste), Baños de Molgas e Maceda (oeste) e Vilar de Barrio (a sul). O ponto mais alto é o denominado Fonte do Santo, a 1 618 metros de altitude, onde existe uma capela em honra ao santo que dá nome à montanha e onde se celebra uma romaria na segunda semana de agosto.